# برادلي وود
برادلي وود (بالإنجليزية: Bradley Wood)‏ (2 سبتمبر 1991 بليستر في المملكة المتحدة - ) هو لاعب كرة قدم بريطاني في مركز الدفاع. شارك مع منتخب إنجلترا لكرة القدم C ‏. أما مع النوادي، فقد لعب مع غريمسبي تاون وAlfreton Town F.C. ‏ ولينكولن سيتي أف سي.

## وصلات خارجية
- برادلي وود على موقع قاعدة بيانات كرة القدم.إي يو (الإنجليزية)
- برادلي وود على موقع Soccerbase.com (لاعب) (الإنجليزية)
- برادلي وود على موقع Soccerway.com (الإنجليزية)